# Poty Lazzarotto
Napoleon Potyguara Lazzarotto, más conocido como Poty (Curitiba, 29 de marzo de 1924 - Curitiba, 8 de mayo de 1998) fue un grabador, diseñador, ceramista, litógrafo y muralista brasileño. 
Realizó una importante obra gráfica y de divulgación de las técnicas de grabado. En sus obras litográficas empleó piedras ya utilizadas antes y las retrabajó de tal forma que mantenían los trazos de los grabados anteriores. Trabajó la madera, el concreto y la cerámica en obras de gran porte. Se destacó por sus trabajos en murales, vitrales y paneles.

## Biografía
Fue hijo de los italianos Issac Lazzarotto y Julia Tortato. El padre era un trasportista ferroviario que perdió uno de sus brazos en un accidente. Para mantener a su familia vendía cuadros de la Santa Cena modelados con piezas de aluminio en un barracón que él mismo construyó frente a su casa en Curitiba. Poty lo ayudaba junto con sus amigos de infancia y comenzó a interesarse desde niño por el diseño. El barracón pasó a ser conocido como el «vagão do Armistício» («vagón del armisticio») y en 1937 la madre de Poty lo convirtió en un restaurante. El local pasó a ser muy frecuentado por intelectuales y políticos paranaenses, entre ellos el gobernador de Paraná, Manoel Ribas, quien en 1942 concedió a Poty una beca de estudios para la Escola Nacional de Belas Artes de Río de Janeiro, donde se graduó en 1945.
En 1943, Hermínio da Cunha César lo invitó a ilustrar su libro Lenda da Herva Mate Sapecada, en Río de Janeiro. Fue el primer libro ilustrado por Poty y publicado. Ya en 1938, a los 14 años, había publicado en seis capítulos la historia Haroldo, o Homem Relâmpago, en el periódico Diário da Tarde de Curitiba.
Participó del Liceo de Artes y Oficios de Carlos Oswald. En 1944 ilustró artículos de Ademar Cavalcanti y Carlos Drummond de Andrade en el diario Folha Carioca.
Se trasladó a París en 1946, donde residió dos años gracias a una beca del gobierno francés para realizar un curso de artes gráficas. Allí tomó contacto con la técnica litográfica en la Escuela de Bellas Artes de París y regresó a Brasil en 1948, donde trabajó para el periódico Manhã, de Samuel Weiner, y realizó ilustraciones para otros periódicos de Río de Janeiro.
En 1946 Dalton Trevisan creó la revista Joaquim en Curitiba. Poty participó desde Francia en todos los números, con ilustraciones, noticias del mundo de las artes visuales o comentarios sobre arte enviados desde Europa. La revista, publicada hasta su número en 1948, representó una revolución cultural en el estado de Paraná. Representó la primera conexión de Paraná con otros ámbitos y personalidades culturales del resto de Brasil, que publicaban en la revista sus textos críticos y ensayos, y con autores extranjeros de las más variadas áreas del conocimiento.

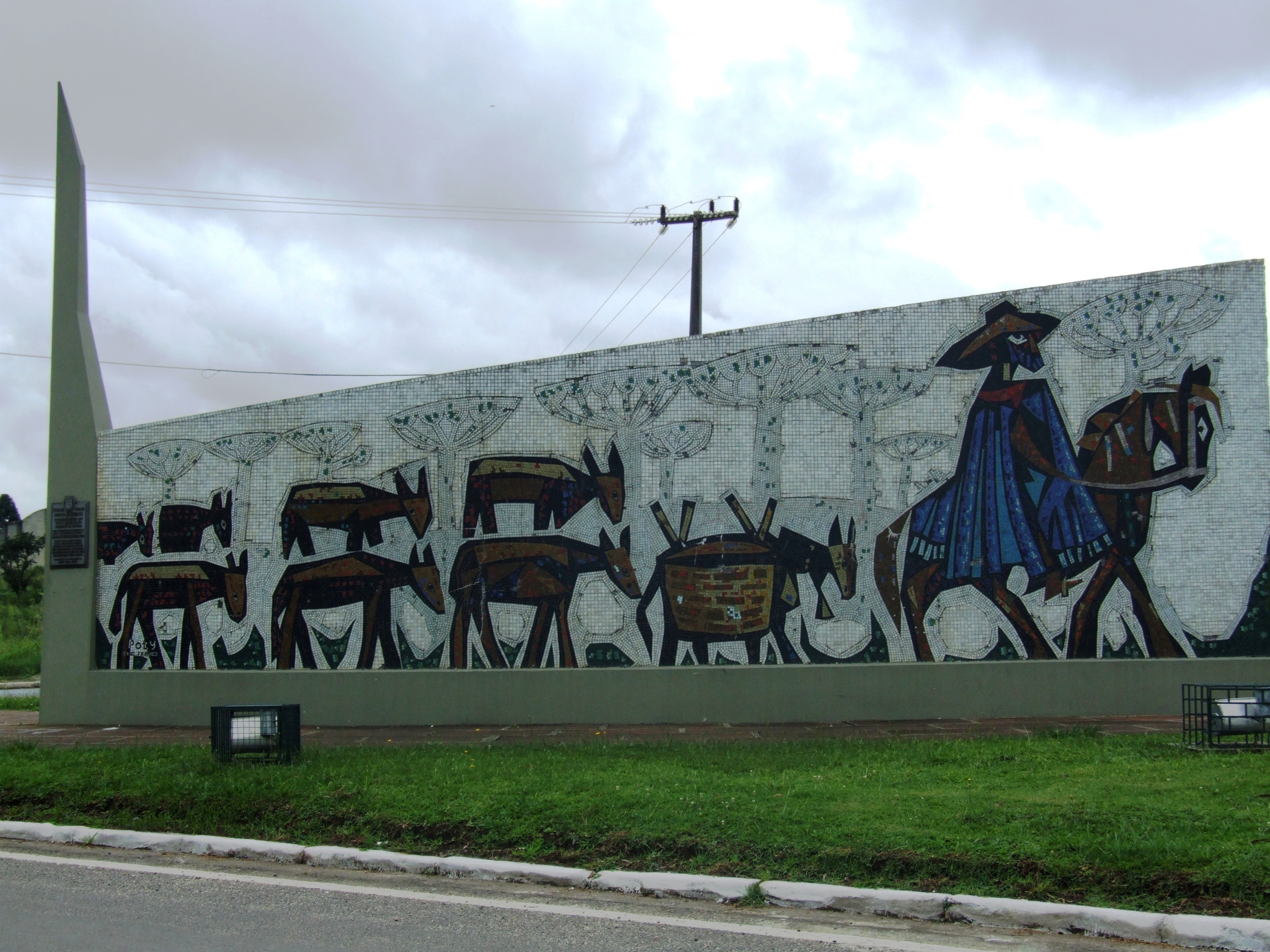
Monumento a los Troperos. Lapa, Paraná.

En 1950 fundó con Flávio Motta la Escola Livre de Artes Plásticas. En esa misma década organizó el primer curso de grabado en el Museo de Arte de São Paulo (MASP) y cursos similares en Curitiba, Recife y Salvador de Bahía.
Las técnicas que mayormente utilizó fueron diseños, grabados, murales, serigrafía y litografía. El muralismo es representativo de su obra pero el diseño fue su principal vehículo de expresión, en particular las ilustraciones que realizó para los más diversos autores, entre ellos Dalton Trevisan. Para su ejecución, empleaba diferentes materiales como madera, vidrio (para vitrales), cerámica, azulejo y concreto aparente, este último su material preferido.
Fue responsable de la creación del primer mural realizado en la sede de la União Nacional dos Estudantes (UNE), en la Playa do Flamengo, tomando como tema a la novela El proceso de Kafka. Este mural fue su primer trabajo por encargo y se destruyó en un incendió durante el primer día del Golpe Militar de 1964.
En los primeros años de la década de 1950 residió en São Paulo, donde organizó y administró cursos de grabado y diseño. Ganó el primer premio de la exposición de Grabadores Brasileños en Ginebra. Realizó varias exposiciones individuales en el exterior: Bruselas, Londres y Washington D. C. entre otras ciudades.
A fines de los años 1960, viajó con los sertanistas Orlando Villas Boas y Noel Nutels al Parque Indígena de Xingu, en la cuenca del río Xingú, donde hizo ilustraciones basadas en los usos y costumbres indígenas.
Sus obras se encuentran en varias ciudades brasileñas, en particular en lugares públicos de Curitiba, como los paneles del pórtico del Teatro Guaíra, en el vestíbulo del aeropuerto Afonso Pena, en la plaza 29 de Março, en la plaza 19 de Dezembro (Curitiba) y en la torre da Telepar. También en otros países como Portugal, Francia y Alemania.
Falleció de cáncer de pulmón en 1988 y fue sepultado en el cementerio municipal de Agua Verde de Curitiba. En ese entonces trabajaba en un panel para la represa de Itaipú, en Foz do Iguaçu. Su último trabajo fue una ilustración para un folleto del Hospital de Clínicas de Curitiba, para sensibilizar a las personas sobre la necesidad de donaciones.

## Obras principales

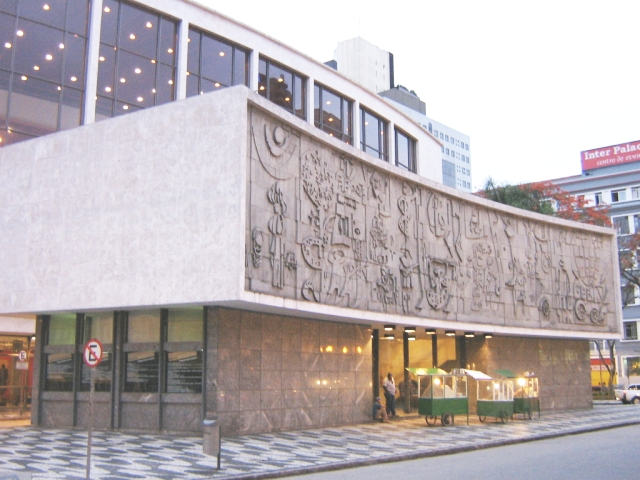
Fachada del Teatro Guaíra, en Curitiba, reconstruido después de un incendio.

- Mural en la sede de UNE, playa de Flamengo, Río de Janeiro. La sede fue destruida en un incendio en el primer día del Golpe Militar de 1964. Fue su primer mural por encargo (1946).
- Mural en el Hotel Aeroporto, de propiedad de Ingeborg Rusti como homenaje a la emancipación de Paraná. Fue su primer mural en el estado de Paraná (1953).
- Monumento al Primer Centenario do Paraná, panel histórico en azulejos en la plaza 19 de Dezembro, Curitiba (1953).
- Murales para el pórtico del Pabellón de Exposiciones del Centenario.
- Alegoría al Paraná, en la fachada del Palacio Iguaçu, Curitiba, presentada en la inauguración del palacio (1953).
- Panel en azulejos en el Largo da Ordem, Curitiba, representando carrozas de verduras y las colonias italianas y polacas.
- Monumento al Tropero, Lapa, Paraná.
- Panel en la fachada del Teatro Guaíra frente a la plaza Santos Andrade, Curitiba. El panel original fue destruido por un incendio que también destruyó el teatro. Ambos fueron reconstruidos.
- Evolución de la Comunicación, tema de los vitrales de la Biblioteca de la PUC-Paraná.
- Ilustraciones en libros de Guimarães Rosa, Dalton Trevisan, Hermínio da Cunha César, Gilberto Freyre.
- A partir de 1967, hizo cerca de 200 diseños inspirados en el trabajo de los nativos que habitan la cuenca del río Xingú. Fueron expuestos en Bélgica y Londres.
- Logoisotipo para la Sala del Artista, en Solar do Rosário, Curitiba, representando al artista plástico (1994).
- En 1996, hizo su primer panel en concreto aparente. A partir de entonces pasó a ser su técnica preferida para obras monumentales.
- Monumento Marco en la Rodovia do Café, Paraná, con el café como tema.
- Panel para la represa de Itaipú, en colaboración con Adroaldo Renato Lenzi (1998).
- 2 paneles de azulejos en la sede de OAB-PR (Brasilino Moura 253, Curitiba - PR) (instalados en 2009).

## Obras literarias ilustradas
- Grande Sertão: Veredas, Corpo de Baile y Magma, de João Guimarães Rosa[3][4]
- Assombração do Recife Velho, Gilberto Freire
- Capitães da Areia, Jorge Amado
- Cinco Minutos e Iracema, José de Alencar
- Chapadão do Bugre, Mário Palmério
- Cuentos de Chekhov, Antón Chéjov
- Crônicas de Curitiba, Em busca de Curitiba Perdida, Dinorá, Ah,é?, Cemitério de Elefantes, Mistérios de Curitiba y Noites de Insônia de Dalton Trevisan (libro en formato cordel publicado por el autor)
- Gramática Expositiva do Chão, Manuel de Barros
- Memórias Póstumas de Brás Cubas, Quatro Contos, Helena e Iaiá Garcia, de Machado de Assis
- Parábolas y Fragmentos, Franz Kafka
- O Quinze, Rachel de Queiroz
- Moby-Dick, Herman Melville
- Cobra Norato e outros poemas, Raul Bopp
- Quem mata índio?, Poty y Moysés Paciornick
- Curitiba de Nós, Poty y Valêncio Xavier
- Traços, trilhos e trilhas, Poty e Valêncio Xavier